# Hawaii Fünf-Null/Episodenliste
Diese Episodenliste enthält alle Episoden der US-amerikanischen Krimiserie Hawaii Fünf-Null, sortiert nach der US-amerikanischen Erstausstrahlung. Sie wurde vom 20. September 1968 bis zum 4. April 1980 auf dem US-amerikanischen Fernsehsender CBS gesendet. In deutschsprachiger Erstausstrahlung veröffentlichte die ARD ab 11. Juni 1971 insgesamt 26 Folgen. Weitere Folgen wurden in den späten 1980er und in den 1990er Jahren auf den Free-TV-Sendern ProSieben und Kabel 1 erstausgestrahlt.

## Übersicht
| Staffel | Episodenanzahl | Erstausstrahlung USA | Erstausstrahlung USA | Deutschsprachige Erstausstrahlung | Deutschsprachige Erstausstrahlung |
| Staffel | Episodenanzahl | Staffelpremiere      | Staffelfinale        | Staffelpremiere                   | Staffelfinale                     |
| ------- | -------------- | -------------------- | -------------------- | --------------------------------- | --------------------------------- |
| 1       | 24             | 20. September 1968   | 19. März 1969        | 14. Mai 1971                      | 15. August 1991                   |
| 2       | 25             | 24. September 1969   | 11. März 1970        | 20. August 1971                   |                                   |
| 3       | 24             | 16. September 1970   | 10. März 1971        | 17. Dezember 1971                 | 3. August 1991                    |
| 4       | 24             | 14. September 1971   | 7. März 1972         | 26. Mai 1972                      | 10. August 1991                   |
| 5       | 24             | 12. September 1972   | 13. März 1973        | 25. Oktober 1990                  | 30. Oktober 1993                  |
| 6       | 24             | 11. September 1973   | 26. Februar 1974     | 21. März 1991                     | 29. November 1993                 |
| 7       | 24             | 10. September 1974   | 25. März 1975        | 20. September 1990                | 28. Dezember 1993                 |
| 8       | 23             | 12. September 1975   | 4. März 1976         | 29. Dezember 1993                 | 25. November 1994                 |
| 9       | 23             | 30. September 1976   | 5. Mai 1977          | 23. November 1989                 | 2. Dezember 1994                  |
| 10      | 24             | 15. September 1977   | 4. Mai 1978          | 7. Juli 1993                      | 6. Juli 1994                      |
| 11      | 21             | 28. September 1978   | 5. April 1979        | 21. Juli 1993                     |                                   |
| 12      | 19             | 4. Oktober 1979      | 4. April 1980        | 3. März 1994                      | 23. Dezember 1994                 |

## Staffel 1
Die Erstausstrahlung der ersten Staffel war vom 20. September 1968 bis 19. März 1969 auf dem amerikanischen Sender CBS zu sehen. Die deutschsprachige Erstausstrahlung sendeten die deutschen TV-Sender ARD und ProSieben in der Zeit vom 14. Mai 1971 und 15. August 1991 in unregelmäßigen Abständen sowie in einer unsortierten Reihenfolge. Der Pilotfilm wurde erst am 13. Juli 1991 auf ProSieben erstausgestrahlt.
| Nr. (ges.) | Nr. (St.) | Deutscher Titel            | Originaltitel                             | Erstausstrahlung USA | Deutschsprachige Erstausstrahlung (D) | Regie                             | Drehbuch                                                                 | Produktionscode |
| ---------- | --------- | -------------------------- | ----------------------------------------- | -------------------- | ------------------------------------- | --------------------------------- | ------------------------------------------------------------------------ | --------------- |
| 1          | 1         | Der gigantische Kokon      | Cocoon                                    | 20. Sep. 1968        | 13. Juli 1991 (Pro7)                  | Paul Wendkos                      | Leonard Freeman                                                          | 1310-1729-1383  |
| 2          | 2         | Reise ohne Wiederkehr      | Full Fathom Five                          | 26. Sep. 1968        | 11. Juni 1971                         | Richard Benedict                  | Ken Kolb                                                                 | 1729-0202       |
| 3          | 3         | Die letzte Einstellung     | Strangers in Our Own Land                 | 3. Okt. 1968         | 26. Nov. 1971                         | Herschel Daugherty                | Handlung: John Kneubuhl Drehbuch: John Kneubuhl & Herman Groves          | 1729-0203       |
| 4          | 4         | Das zweite Tonband         | Tiger by the Tail                         | 10. Okt. 1968        | 25. Juni 1971                         | Richard Benedict                  | Sy Salkowitz                                                             | 1729-0206       |
| 5          | 5         | Gestehen Sie, Tokura!      | Samurai                                   | 17. Okt. 1968        | 2. Mai 1991 (Pro7)                    | Alvin Ganzer                      | Handlung: Jerome Coopersmith Drehbuch: Jerome Coopersmith & Mel Goldberg | 1729-0201       |
| 6          | 6         | Die Waffe fehlt            | …And They Painted Daisies on His Coffin   | 7. Nov. 1968         | 28. Mai 1971                          | John Peyser                       | John D. F. Black                                                         | 1729-0204       |
| 7          | 7         | Der Tod hat 24 Karat       | Twenty-Four Karat Kill                    | 14. Nov. 1968        | 6. Aug. 1971                          | Alvin Ganzer                      | David P. Harmon                                                          | 1729-0205       |
| 8          | 8         | Die Reise nach Kalifornien | The Ways of Love                          | 21. Nov. 1968        | 23. Juli 1971                         | Charles S. Dubin                  | Laurence Heath                                                           | 1729-0207       |
| 9          | 9         | Die im Dunkeln stehen      | No Blue Skies                             | 5. Dez. 1968         | 30. Nov. 1990 (Pro7)                  | Herschel Daugherty                | Herman Groves                                                            | 1729-0209       |
| 10         | 10        | Leben ist ein Glücksspiel  | By the Numbers                            | 12. Dez. 1968        | 7. Dez. 1990 (Pro7)                   | Seymour Robbie                    | Mark Rodgers                                                             | 1729-0215       |
| 11         | 11        | Nach 15 Jahren             | Yesterday Died and Tomorrow Won't Be Born | 19. Dez. 1968        | 1. Okt. 1971                          | Herschel Daugherty                | John D. F. Black                                                         | 1729-0211       |
| 12         | 12        | Der Kronzeuge              | Deathwatch                                | 25. Dez. 1968        | 30. Apr. 1971                         | Herschel Daugherty                | Shirl Hendryx                                                            | 1729-0213       |
| 13         | 13        | Tränen um Mira Bai         | Pray Love Remember, Pray Love Remember    | 1. Jan. 1969         | 31. Mai 1990 (Pro7)                   | Richard Benedict                  | Handlung: Leonard Freeman Drehbuch: John D. F. Black                     | 1729-0216       |
| 14         | 14        | Das Ende des Traumas       | King of the Hill                          | 8. Jan. 1969         | 8. Aug. 1991 (Pro7)                   | Jack Shea                         | Handlung: Leonard Freeman Drehbuch: John D. F. Black                     | 1729-0208       |
| 15         | 15        | Ihr letzter Trip           | Up Tight                                  | 15. Jan. 1969        | 5. Okt. 1989 (Pro7)                   | Seymour Robbie                    | Handlung: David Harmon Drehbuch: Mel Goldberg                            | 1729-0210       |
| 16         | 16        | Importe aus China          | Face of the Dragon                        | 22. Jan. 1969        | 28. Dez. 1989 (Pro7)                  | Richard Benedict                  | Robert C. Dennis                                                         | 1729-0221       |
| 17         | 17        | Die Geiseln                | The Box                                   | 29. Jan. 1969        | 9. Juli 1971                          | Seymour Robbie                    | Handlung: Leonard Freeman & John D. F. Black Drehbuch: John D. F. Black  | 1729-0220       |
| 18         | 18        | Das Erbe der Neffen        | One for the Money                         | 5. Feb. 1969         | 22. Feb. 1990 (Pro7)                  | Paul Stanley                      | Handlung: Robert Stambler Drehbuch: Palmer Thompson                      | 1729-0219       |
| 19         | 19        | Joey's letzter Sieg        | Along Came Joey                           | 12. Feb. 1969        | 14. Mai 1971                          | Richard Benedict                  | Handlung: Jerry Ludwig Drehbuch: Jerry Ludwig & Mel Goldberg             | 1729-0214       |
| 20         | 20        | Die Blutprobe, Teil 1      | Once Upon a Time (Part 1)                 | 19. Feb. 1969        | 6. Juli 1991 (Pro7)                   | Michael Caffey                    | Leonard Freeman                                                          | 1729-0212       |
| 21         | 21        | Die Blutprobe, Teil 2      | Once Upon a Time (Part 2)                 | 26. Feb. 1969        | 6. Juli 1991 (Pro7)                   | Michael Caffey und Abner Biberman | Leonard Freeman                                                          | 1729-0212       |
| 22         | 22        | Der persönliche Krieg      | Not That Much Different                   | 5. März 1969         | 15. Aug. 1991 (Pro7)                  | Abner Biberman                    | Mark Rodgers                                                             | 1729-0222       |
| 23         | 23        | Die Spezialisten           | Six Kilos                                 | 12. März 1969        | 17. Sep. 1971                         | Seymour Robbie                    | Meyer Dolinsky                                                           | 1729-0217       |
| 24         | 24        | Pele, die Feuergöttin      | The Big Kahuna                            | 19. März 1969        | 5. Dez. 1989 (Pro7)                   | Herschel Daugherty                | Handlung: Leonard Freeman Drehbuch: Gilbert Ralston & Norman Hudis       | 1729-0218       |

## Staffel 2
Die Erstausstrahlung der zweiten Staffel war vom 24. September 1969 bis 11. März 1970 auf dem amerikanischen Sender CBS zu sehen. Die deutschsprachige Erstausstrahlung sendeten die deutschen TV-Sender ARD und ProSieben in der Zeit vom 20. August 1971 und 20. Juli 1991 in unregelmäßigen Abständen sowie in einer unsortierten Reihenfolge.
| Nr. (ges.) | Nr. (St.) | Deutscher Titel                 | Originaltitel                       | Erstausstrahlung USA | Deutschsprachige Erstausstrahlung (D) | Regie              | Drehbuch                                                                         | Produktionscode |
| ---------- | --------- | ------------------------------- | ----------------------------------- | -------------------- | ------------------------------------- | ------------------ | -------------------------------------------------------------------------------- | --------------- |
| 25         | 1         | Die vierte Witwe                | A Thousand Pardons--You're Dead!    | 24. Sep. 1969        | 3. Sep. 1971                          | Nicholas Colasanto | Handlung: Mel Goldberg & Paul Harber Drehbuch: Mel Goldberg                      | 1729-0259       |
| 26         | 2         | Nagata, der schwarze Drache     | To Hell with Babe Ruth              | 1. Okt. 1969         | 21. Dez. 1989 (Pro7)                  | Nicholas Colasanto | Anthony Lawrence                                                                 | 1729-0254       |
| 27         | 3         | "Wo Fat" kehrt zurück           | Forty Feet High and It Kills!       | 8. Okt. 1969         | 4. Jan. 1990 (Pro7)                   | Michael O’Herlihy  | Handlung: Edward J. "Ed" Lakso & Robert C. Dennis Drehbuch: Robert C. Dennis     | 1729-0260       |
| 28         | 4         | Heißer Schnee                   | Just Lucky, I Guess                 | 15. Okt. 1969        | 20. Aug. 1971                         | Nicholas Colasanto | Handlung: Jay Roberts Drehbuch: Jay Roberts & Mel Goldberg                       | 1729-0255       |
| 29         | 5         | Totenglocken für Acuna          | Savage Sunday                       | 22. Okt. 1969        | 12. Okt. 1989 (Pro7)                  | Reza Badiyi        | Palmer Thompson                                                                  | 1729-0252       |
| 30         | 6         | Zur Mörderin gemacht            | A Bullet for McGarrett              | 29. Okt. 1969        | 29. Mär. 1990 (Pro7)                  | Paul Stanley       | Handlung: Jay Roberts & Anthony Lawrence Drehbuch: Anthony Lawrence              | 1729-0262       |
| 31         | 7         | Die Bestie hinter Gitter!       | Sweet Terror                        | 5. Nov. 1969         | 22. Mär. 1990 (Pro7)                  | Richard Benedict   | Robert C. Dennis                                                                 | 1729-0251       |
| 32         | 8         | Rififi in Honolulu              | King Kamehameha Blues               | 12. Nov. 1969        | 1. März 1990 (Pro7)                   | Barry Shear        | Robert Hamner                                                                    | 1729-0257       |
| 33         | 9         | Abenteuer in Singapur           | The Singapore File                  | 19. Nov. 1969        | 28. Apr. 1972                         | Robert Gist        | Robert C. Dennis                                                                 | 1729-0258       |
| 34         | 10        | Die zweite Chance               | All the King's Horses               | 26. Nov. 1969        | 15. Feb. 1990 (Pro7)                  | Richard Benedict   | William Robert Yates                                                             | 1729-0253       |
| 35         | 11        | Zwischenlandung in Honolulu     | Leopard on the Rock                 | 3. Dez. 1969         | 19. Okt. 1989 (Pro7)                  | Irving J. Moore    | Palmer Thompson                                                                  | 1729-0263       |
| 36         | 12        | Der Teufel und der Frosch       | The Devil and Mr. Frog              | 10. Dez. 1969        | 28. Jan. 1972                         | Michael O’Herlihy  | Handlung: Robert Lewin & Robert C. Dennis Drehbuch: Robert C. Dennis             | 1729-0267       |
| 37         | 13        | Der Joker ist die Killerkarte   | The Joker's Wild, Man, Wild!        | 17. Dez. 1969        | 12. Apr. 1990 (Pro7)                  | Gene Nelson        | Jack Turley                                                                      | 1729-0264       |
| 38         | 14        | Ein fast perfekter Plan         | Which Way Did They Go?              | 24. Dez. 1969        | 15. Okt. 1971                         | Abner Biberman     | Meyer Dolinsky                                                                   | 1729-0256       |
| 39         | 15        | Der Blinde und die Unbekannte   | Blind Tiger                         | 31. Dez. 1969        | 4. Dez. 1990 (Pro7)                   | Abner Biberman     | Handlung: William Robert Yates & Jerome Coopersmith Drehbuch: Jerome Coopersmith | 1729-0265       |
| 40         | 16        | −                               | Bored She Hung Herself              | 7. Jan. 1970         | –                                     | John Newland       | Mel Goldberg                                                                     | 1729-0266       |
| 41         | 17        | Johnny wird gejagt              | Run, Johnny, Run                    | 14. Jan. 1970        | 10. März 1972                         | Michael O’Herlihy  | Mel Goldberg                                                                     | 1729-0269       |
| 42         | 18        | Ein strategischer Punkt         | Killer Bee                          | 21. Jan. 1970        | 26. Okt. 1989 (Pro7)                  | Paul Stanley       | Anthony Lawrence                                                                 | 1729-0270       |
| 43         | 19        | Der Mörder ist Linkshänder      | The One with the Gun                | 28. Jan. 1970        | 12. Nov. 1971                         | Murray Golden      | Robert C. Dennis                                                                 | 1729-0271       |
| 44         | 20        | Kein Alibi für Chin             | Cry, Lie                            | 4. Feb. 1970         | 29. Okt. 1971                         | Paul Stanley       | Preston Wood                                                                     | 1729-0273       |
| 45         | 21        | Wer ist Dein Mörder             | Most Likely to Murder               | 11. Feb. 1970        | 2. Nov. 1989 (Pro7)                   | Nicholas Colasanto | Robert Hamner                                                                    | 1729-0261       |
| 46         | 22        | Schicksal einer Agentin         | Nightmare Road                      | 18. Feb. 1970        | 14. Juni 1990 (Pro7)                  | John Newland       | Jack Turley                                                                      | 1729-0272       |
| 47         | 23        | Drei Kadaver am Makapuu, Teil 1 | Three Dead Cows at Makapuu (Part 1) | 25. Feb. 1970        | 20. Juli 1991 (Pro7)                  | Marvin J. Chomsky  | Handlung: Leonard Freeman Drehbuch: Anthony Lawrence                             | 1729-0274       |
| 48         | 24        | Drei Kadaver am Makapuu, Teil 2 | Three Dead Cows at Makapuu (Part 2) | 4. März 1970         | 20. Juli 1991 (Pro7)                  | Marvin J. Chomsky  | Anthony Lawrence                                                                 | 1729-0275       |
| 49         | 25        | Die Königin von Polynesien      | Kiss the Queen Goodbye              | 11. März 1970        | 9. Nov. 1989 (Pro7)                   | Abner Biberman     | Jack Turley                                                                      | 1729-0268       |

## Staffel 3
Die Erstausstrahlung der dritten Staffel war vom 16. September 1970 bis 10. März 1971 auf dem amerikanischen Sender CBS zu sehen. Die deutschsprachige Erstausstrahlung sendeten die deutschen TV-Sender ARD und ProSieben in der Zeit vom 17. Dezember 1971 und 3. August 1991 in unregelmäßigen Abständen sowie in einer unsortierten Reihenfolge.
| Nr. (ges.) | Nr. (St.) | Deutscher Titel                   | Originaltitel                     | Erstausstrahlung USA | Deutschsprachige Erstausstrahlung (D) | Regie                | Drehbuch                                                                      | Produktionscode |
| ---------- | --------- | --------------------------------- | --------------------------------- | -------------------- | ------------------------------------- | -------------------- | ----------------------------------------------------------------------------- | --------------- |
| 50         | 1         | Shepard muß leben                 | And a Time to Die…                | 16. Sep. 1970        | 16. Nov. 1989 (Pro7)                  | Charles Dubin        | Ken Pettus                                                                    | 1729-0303       |
| 51         | 2         | Trip ins Jenseits                 | Trouble in Mind                   | 23. Sep. 1970        | 12. Feb. 1972                         | Danny Arnold         | Mel Goldberg & Sasha Gilien                                                   | 1729-0304       |
| 52         | 3         | Der zweite Schuß                  | The Second Shot                   | 30. Sep. 1970        | 11. Jan. 1990 (Pro7)                  | Michael O’Herlihy    | Eric Bercovici                                                                | 1729-0300       |
| 53         | 4         | Indizien gegen die Geliebte       | Time and Memories                 | 7. Okt. 1970         | 29. Juni 1990 (Pro7)                  | John Llewellyn Moxey | Jerry Ludwig                                                                  | 1729-0301       |
| 54         | 5         | Eine brisante Affäre              | The Guarnerius Caper              | 14. Okt. 1970        | 15. Mär. 1990 (Pro7)                  | Tony Leader          | Ken Pettus                                                                    | 1729-0311       |
| 55         | 6         | Der Plan der Entführer            | The Ransom                        | 21. Okt. 1970        | 5. Juli 1990 (Pro7)                   | Michael O’Herlihy    | Eric Bercovici & Jerry Ludwig                                                 | 1729-0310       |
| 56         | 7         | Explosion besonderer Art          | Force of Waves                    | 28. Okt. 1970        | 7. Juni 1990 (Pro7)                   | Paul Krasny          | Handlung: Mark Rodgers Drehbuch: Mark Rodgers & Eric Bercovici                | 1729-0306       |
| 57         | 8         | Triumph des Bösen                 | The Reunion                       | 4. Nov. 1970         | 12. Juli 1990 (Pro7)                  | Michael O’Herlihy    | Paul Playdon                                                                  | 1729-0308       |
| 58         | 9         | Flucht vor der Vergangenheit      | The Late John Louisiana           | 11. Nov. 1970        | 14. Jan. 1972                         | Paul Stanley         | Handlung: Lionel E. Siegel Drehbuch: Eric Bercovici & Jerry Ludwig            | 1729-0307       |
| 59         | 10        | Das letzte Paradies               | The Last Eden                     | 18. Nov. 1970        | 24. März 1972                         | Paul Stanley         | Eric Bercovici & Jerry Ludwig                                                 | 1729-0314       |
| 60         | 11        | Alter schützt vor Diebstahl nicht | Over Fifty? Steal                 | 25. Nov. 1970        | 12. Mai 1972                          | Bob Sweeney          | E. Arthur Kean                                                                | 1729-0309       |
| 61         | 12        | Die Tat eines Wahnsinnigen        | Beautiful Screamer                | 2. Dez. 1970         | 18. Jan. 1990 (Pro7)                  | Tony Leader          | Stephen Kandel                                                                | 1729-0313       |
| 62         | 13        | Die Abrechnung                    | The Payoff                        | 9. Dez. 1970         | 14. Apr. 1972                         | John Llewellyn Moxey | Ken Pettus                                                                    | 1729-0316       |
| 63         | 14        | Wettlauf mit der Zeit             | The Double Wall                   | 16. Dez. 1970        | 25. Feb. 1972                         | Michael O’Herlihy    | Jerry Ludwig & Eric Bercovici                                                 | 1729-0320       |
| 64         | 15        | Paniolo, die Zeit ist um          | Paniolo                           | 30. Dez. 1970        | 19. Juli 1990 (Pro7)                  | Michael O’Herlihy    | Ed Adamson                                                                    | 1729-0302       |
| 65         | 16        | Der Stratege                      | Ten Thousand Diamonds and a Heart | 6. Jan. 1971         | 17. Dez. 1971                         | Paul Stanley         | E. Arthur Kean                                                                | 1729-0318       |
| 66         | 17        | Wer tötete deinen Bruder?         | To Kill or Be Killed              | 13. Jan. 1971        | 9. Mai 1991 (Pro7)                    | Paul Stanley         | Anthony Lawrence                                                              | 1729-0312       |
| 67         | 18        | Am Rande des Abgrunds, Teil 1     | F.O.B. Honolulu (Part 1)          | 27. Jan. 1971        | 27. Juli 1991 (Pro7)                  | Michael O’Herlihy    | Eric Bercovici & Jerry Ludwig                                                 | 1729-0321       |
| 68         | 19        | Am Rande des Abgrunds, Teil 2     | F.O.B. Honolulu (Part 2)          | 3. Feb. 1971         | 27. Juli 1991 (Pro7)                  | Michael O’Herlihy    | Jerry Ludwig & Eric Bercovici                                                 | 1729-0321       |
| 69         | 20        | Die Frau des Waffenhändlers       | The Gunrunner                     | 10. Feb. 1971        | 25. Jan. 1990 (Pro7)                  | Tony Leader          | James D. Buchanan & Ronald Austin                                             | 1729-0317       |
| 70         | 21        | Der goldene Manschettenknopf      | Dear Enemy                        | 17. Feb. 1971        | 21. Juni 1990 (Pro7)                  | Murray Golden        | Jackson Gillis                                                                | 1729-0319       |
| 71         | 22        | Collins war ein Einzelgänger      | The Bomber and Mrs. Moroney       | 24. Feb. 1971        | 26. Apr. 1990 (Pro7)                  | Paul Stanley         | Jerry Ludwig & Eric Bercovici                                                 | 1729-0315       |
| 72         | 23        | Alptraum ohne Ende, Teil 1        | The Grandstand Play (Part 1)      | 3. März 1971         | 3. Aug. 1991 (Pro7)                   | Paul Stanley         | Adrian Spies                                                                  | 1729-0305       |
| 73         | 24        | Alptraum ohne Ende, Teil 2        | The Grandstand Play (Part 2)      | 10. März 1971        | 3. Aug. 1991 (Pro7)                   | Paul Stanley         | Handlung: Adrian Spies Drehbuch: Adrian Spies & Eric Bercovici & Jerry Ludwig | 1729-0305       |

## Staffel 4
Die Erstausstrahlung der vierten Staffel war vom 14. September 1971 bis 7. März 1972 auf dem amerikanischen Sender CBS zu sehen. Die deutschsprachige Erstausstrahlung begann bei der ARD, die am 26. Mai 1972 eine Folge ausstrahlte. Die restlichen Folgen sendeten der deutsche TV-Sender ProSieben in der Zeit vom 1. Februar 1990 und 10. August 1991 in unregelmäßigen Abständen sowie in einer unsortierten Reihenfolge.
| Nr. (ges.) | Nr. (St.) | Deutscher Titel                   | Originaltitel                                | Erstausstrahlung USA | Deutschsprachige Erstausstrahlung (D) | Regie              | Drehbuch                                                             | Produktionscode |
| ---------- | --------- | --------------------------------- | -------------------------------------------- | -------------------- | ------------------------------------- | ------------------ | -------------------------------------------------------------------- | --------------- |
| 74         | 1         | Plötzlich, 10 Jahre danach        | Highest Castle, Deepest Grave                | 14. Sep. 1971        | 26. Juli 1990                         | Charles S. Dubin   | Handlung: Elick Moll & Joseph Than Drehbuch: Jerome Coopersmith      | 1729-0361       |
| 75         | 2         | Das Syndikat will Honolulu        | No Bottles… No Cans… No People               | 21. Sep. 1971        | 1. Feb. 1990                          | Michael O’Herlihy  | Jerry Ludwig & Eric Bercovici                                        | 1729-0355       |
| 76         | 3         | Mittwochs Ladies gratis           | Wednesday, Ladies Free                       | 28. Sep. 1971        | 8. Feb. 1990                          | Michael O' Herlihy | Handlung: Paul Playdon Drehbuch: Paul Playdon & Jerome Coopersmith   | 1729-0359       |
| 77         | 4         | Der akademische Reiseclub         | 3,000 Crooked Miles to Honolulu              | 5. Okt. 1971         | 2. Aug. 1990                          | Jerry Thorpe       | Jerome Coopersmith                                                   | 1729-0356       |
| 78         | 5         | Mr. Herons Geld                   | Two Doves and Mr. Heron                      | 12. Okt. 1971        | 9. Aug. 1990                          | Charles S. Dubin   | Anthony Lawrence                                                     | 1729-0354       |
| 79         | 6         | Der verleumdete Sohn              | …And I Want Some Candy and a Gun That Shoots | 19. Okt. 1971        | 3. Mai 1990                           | Michael O’Herlihy  | John D. F. Black                                                     | 1729-0358       |
| 80         | 7         | Wer ist Anita P.?                 | Air Cargo… Dial for Murder                   | 26. Okt. 1971        | 16. Aug. 1990                         | Michael O’Herlihy  | Meyer Dolinsky                                                       | 1729-0363       |
| 81         | 8         | Für eine Million, warum nicht?    | For a Million… Why Not?                      | 2. Nov. 1971         | 10. Mai 1990                          | Ron Winston        | Handlung: Eric Bercovici & Jerry Ludwig Drehbuch: Jerome Coopersmith | 1729-0366       |
| 82         | 9         | Das teure Geständnis              | The Burning Ice                              | 9. Nov. 1971         | 23. Aug. 1990                         | Paul Stanley       | Ken Pettus                                                           | 1729-0351       |
| 83         | 10        | 51 Stunden bis Mord               | Rest in Peace, Somebody                      | 16. Nov. 1971        | 17. Mai 1990                          | Paul Stanley       | John D.F. Black                                                      | 1729-0353       |
| 84         | 11        | Grausam wie die Ahnen             | A Matter of Mutual Concern                   | 23. Nov. 1971        | 30. Aug. 1990                         | Ron Winston        | Alvin Sapinsley                                                      | 1729-0368       |
| 85         | 12        | Er tat es aus Zwang               | Nine, Ten--You're Dead                       | 30. Nov. 1971        | 6. Sep. 1990                          | Leo Penn           | Mel Goldberg                                                         | 1729-0352       |
| 86         | 13        | Kaili ist auferstanden            | Is This Any Way to Run a Paradise?           | 21. Dez. 1971        | 8. März 1990                          | Michael O'Herilhy  | Bill Stratton                                                        | 1729-0357       |
| 87         | 14        | Ein Diebstahl kommt selten allein | Odd Man in                                   | 28. Dez. 1971        | 26. Mai 1972                          | Paul Stanley       | E. Arthur Kean                                                       | 1729-0360       |
| 88         | 15        | Lebend mehr wert als tot          | Bait Once, Bait Twice                        | 4. Jan. 1972         | 24. Mai 1990                          | Alf Kjellin        | Handlung: Jerome Ross Drehbuch: Will Lorin                           | 1729-0371       |
| 89         | 16        | Der 90-Sekunden-Krieg, Teil 1     | The Ninety-Second War (Part 1)               | 11. Jan. 1972        | 10. Aug. 1991                         | Bob Sweeney        | Handlung: Leonard Freeman Drehbuch: John D.F. Black                  | 1729-0367       |
| 90         | 17        | Der 90-Sekunden-Krieg, Teil 2     | The Ninety-Second War (Part 2)               | 18. Jan. 1972        | 10. Aug. 1991                         | Bob Sweeney        | Handlung: Leonard Freeman Drehbuch: John D.F. Black                  | 1729-0367       |
| 91         | 18        | Kaution und Risiko                | Skinhead                                     | 25. Jan. 1972        | 12. Sep. 1990                         | Allen Reisner      | Handlung: Will Lorin Drehbuch: Alvin Sapinsley                       | 1729-0372       |
| 92         | 19        | Vier Verdächtige, sieben Kugeln   | While You're at It, Bring in the Moon        | 1. Feb. 1972         | 24. Jan. 1991                         | Michael O’Herlihy  | E. Arthur Kean                                                       | 1729-0370       |
| 93         | 20        | Mord auf hawaiianisch             | Cloth of Gold                                | 8. Feb. 1972         | 31. Jan. 1991                         | Michael O’Herlihy  | Bennett Foster                                                       | 1729-0365       |
| 94         | 21        | Der Tag, als Barker kam           | Good Night, Baby, Time to Die!               | 15. Feb. 1972        | 8. Nov. 1990                          | Alf Kjellin        | Abram S. Ginnes                                                      | 1729-0373       |
| 95         | 22        | Die Erpressungstheorie            | Didn't We Meet at a Murder?                  | 22. Feb. 1972        | 25. Apr. 1991                         | Paul Stanley       | Jerome Coopersmith                                                   | 1729-0364       |
| 96         | 23        | Die geniale Tätowierung           | Follow the White Brick Road                  | 29. Feb. 1972        | 11. Okt. 1990                         | Michael O'Herihly  | John Furia                                                           | 1729-0369       |
| 97         | 24        | Der Held und die Witwe            | R & R & R                                    | 7. März 1972         | 18. Okt. 1990                         | Leo Penn           | Bill Stratton                                                        | 1729-0362       |

## Staffel 5
Die Erstausstrahlung der fünften Staffel war vom 12. September 1972 bis 13. März 1973 auf dem amerikanischen Sender CBS zu sehen. Die deutschsprachige Erstausstrahlung sendete der deutsche Free-TV-Sender ProSieben zwischen dem 25. Oktober 1990 und dem 30. Mai 1991, bis auf eine Folge, die erst am 30. Oktober 1993 auf Kabel 1 ausgestrahlt wurde, in einer unsortierten Reihenfolge.
| Nr. (ges.) | Nr. (St.) | Deutscher Titel               | Originaltitel                                    | Erstausstrahlung USA | Deutschsprachige Erstausstrahlung (D) | Regie             | Drehbuch                                                                | Produktionscode |
| ---------- | --------- | ----------------------------- | ------------------------------------------------ | -------------------- | ------------------------------------- | ----------------- | ----------------------------------------------------------------------- | --------------- |
| 98         | 1         | Die Hand aus dem Grab         | Death is a Company Policy                        | 12. Sep. 1972        | 14. Feb. 1991                         | Charles S. Dubin  | Jerome Coopersmith                                                      | 1729-0405       |
| 99         | 2         | Ein Hort des Unheils          | Death Wish on Tantalus Mountain                  | 19. Sep. 1972        | 25. Okt. 1990                         | Allen Reisner     | Jerome Coopersmith                                                      | 1729-0411       |
| 100        | 3         | Wie man vorzeitig Erbe wird   | You Don't Have to Kill to Get Rich, But it Helps | 26. Sep. 1972        | 21. Feb. 1991                         | Alf Kjellin       | Abram S. Ginnes                                                         | 1729-0409       |
| 101        | 4         | Einsatz, Risiko und Schuß     | Pig in a Blanket                                 | 3. Okt. 1972         | 22. Nov. 1990                         | Marvin Chomsky    | Bill Stratton                                                           | 1729-0404       |
| 102        | 5         | Das chinesische Komplott      | The Jinn Who Clears the Way                      | 10. Okt. 1972        | 17. Jan. 1991                         | Harry Falk        | John D.F. Black                                                         | 1729-0416       |
| 103        | 6         | Eine Million in Diamanten     | Fools Die Twice                                  | 17. Okt. 1972        | 15. Nov. 1990                         | Michael O'Herilhy | Abram S. Ginnes                                                         | 1729-0402       |
| 104        | 7         | Mörderische Kettenreaktion    | Chain of Events                                  | 24. Okt. 1972        | 20. Dez. 1990                         | Ron Winston       | Jerome Coopersmith                                                      | 1729-0407       |
| 105        | 8         | Das Boot im Bunker            | Journey Out of Limbo                             | 31. Okt. 1972        | 6. Dez. 1990                          | Michael O'Herilhy | Frank Telford                                                           | 1729-0401       |
| 106        | 9         | V für Vashon: Sohn            | V for Vashon: The Son                            | 14. Nov. 1972        | 27. Dez. 1990                         | Charles S. Dubin  | Alvin Sapinsley                                                         | 1729-0412       |
| 107        | 10        | V für Vashon: Vater           | V for Vashon: The Father                         | 21. Nov. 1972        | 3. Jan. 1991                          | Charles S. Dubin  | Alvin Sapinsley                                                         | 1729-0413       |
| 108        | 11        | V für Vashon: Der Pate        | V for Vashon: The Patriarch                      | 28. Nov. 1972        | 10. Jan. 1991                         | Charles S. Dubin  | Alvin Sapinsley                                                         | 1729-0414       |
| 109        | 12        | Bombenalarm in Honolulu       | The Clock Struck Twelve                          | 5. Dez. 1972         | 29. Nov. 1990                         | Ron Winston       | Anthony Lawrence (Drehbuch), Leonard Freeman (Handlung)                 | 1729-0410       |
| 110        | 13        | Kleine Fische, große Haie     | I'm a Family Crook--Don't Shoot!                 | 19. Dez. 1972        | 13. Dez. 1990                         | Bob Sweeney       | Jerome Coopersmith                                                      | 1729-0403       |
| 111        | 14        | Kinder stehlen, Adoption      | The Child Stealers                               | 2. Jan. 1973         | 24. Jan. 1991                         | Corey Allen       | Larry Brody                                                             | 1729-0417       |
| 112        | 15        | Die verhängnisvolle Hochzeit  | Thanks for the Honeymoon                         | 9. Jan. 1973         | 23. Mai 1991                          | Richard Benedict  | Mel Goldberg                                                            | 1729-0418       |
| 113        | 16        | Der Mann, der alles hörte     | The Listener                                     | 16. Jan. 1973        | 28. Feb. 1991                         | Richard Benedict  | Meyer Dolinsky                                                          | 1729-0421       |
| 114        | 17        | Die Nacht auf Maui            | Here Today, Gone Tonight                         | 23. Jan. 1973        | '31. Jan. 1991                        | Michael O'Herilhy | Jerome Coopersmith                                                      | 1729-0419       |
| 115        | 18        | Börsencoup besonderer Art     | The Odd Lot Caper                                | 30. Jan. 1973        | 21. Feb. 1991                         | Michael O'Herilhy | Meyer Dolinsky und Norman Lessing (Drehbuch), Meyer Dolinsky (Handlung) | 1729-0424       |
| 116        | 19        | Spion und Superhirn           | Will the Real Mr. Winkler Please Die?            | 6. Feb. 1973         | 7. Feb. 1991                          | Michael O'Herilhy | Jerome Coopersmith                                                      | 1729-0422       |
| 117        | 20        | Debbies Entführung            | Little Girl Blue                                 | 13. Feb. 1973        | 14. Feb. 1991                         | Bob Sweeney       | Mel Goldberg (Drehbuch), Leonard Freeman (Handlung)                     | 1729-0423       |
| 118        | 21        | Mord und keine Provision      | Percentage                                       | 20. Feb. 1973        | 30. Okt. 1993 (Kabel1)                | Robert Butler     | Norman Lessing                                                          | 1729-0425       |
| 119        | 22        | Die Lüge Vadagos              | Engaged to Be Buried                             | 27. Feb. 1973        | 7. März 1991                          | Michael O'Herilhy | Bill Stratton und Ken Pettus (Drehbuch), Bill Stratton (Handlung)       | 1729-0420       |
| 120        | 23        | Im Hause von Madame Souvang   | The Diamond That Nobody Stole                    | 6. März 1973         | 14. März 1991                         | Charles S. Dubin  | John Furia, Jr.                                                         | 1729-0406       |
| 121        | 24        | Gefesselt, geknebelt, hilflos | Jury of One                                      | 13. März 1973        | 30. Mai 1991                          | Alf Kjellin       | Ken Pettus                                                              | 1729-0415       |

## Staffel 6
Der Schöpfer der Serie, Leonard Freeman, starb im Ausstrahlungszeitraum der Staffel infolge von Komplikationen bei einer Herzoperation. Die deutschsprachige Erstausstrahlung sendeten die deutschen TV-Sender ProSieben und Kabel 1 in der Zeit vom 21. März 1991 und 29. November 1993 in unregelmäßigen Abständen sowie in einer unsortierten Reihenfolge.
| Nr. (ges.) | Nr. (St.) | Deutscher Titel                  | Originaltitel                   | Erstausstrahlung USA | Deutschsprachige Erstausstrahlung (D) | Regie             | Drehbuch                                                                        | Produktionscode |
| ---------- | --------- | -------------------------------- | ------------------------------- | -------------------- | ------------------------------------- | ----------------- | ------------------------------------------------------------------------------- | --------------- |
| 122        | 1         | Die verlorenen Hände             | Hookman                         | 11. Sep. 1973        | 21. März 1991 (Pro7)                  | Alan Reisner      | Glen Olson und Rod Baker                                                        | 1310-1729-0457  |
| 123        | 2         | Wer rettet Judy Moon?            | Draw Me a Killer                | 18. Sep. 1973        | 28. März 1991 (Pro7)                  | Charles S. Dubin  | Walter Black                                                                    | 1310-1729-0453  |
| 124        | 3         | Und mit ihnen die Pest           | Charter for Death               | 25. Sep. 1973        | 4. Apr. 1991 (Pro7)                   | Michael O'Herilhy | Carey Wilber und Sheldon Wile                                                   | 1310-1729-0459  |
| 125        | 4         | Die Familie des Schreckens       | One Big Happy Family            | 2. Okt. 1973         | 13. Juni 1991 (Pro7)                  | Alf Kjellin       | Alvin Sapinsley                                                                 | 1310-1729-0458  |
| 126        | 5         | Die Sucht nach Feuer             | The Sunday Torch                | 9. Okt. 1973         | 11. Apr. 1991 (Pro7)                  | Michael O'Herilhy | Jerome Coopersmith                                                              | 1310-1729-0454  |
| 127        | 6         | Der Koffer des Opfers            | Murder is a Taxing Affair       | 16. Okt. 1973        | 18. Apr. 1991 (Pro7)                  | Michael O'Herilhy | Jerome Coopersmith (Drehbuch), Jerome Coopersmith und Tony Palmerio (Handlung)  | 1310-1729-0452  |
| 128        | 7         | Krieg der Zuhälter               | Tricks are Not Treats           | 23. Okt. 1973        | 16. Mai 1991 (Pro7)                   | Corey Allen       | Bill Stratton                                                                   | 1310-1729-0455  |
| 129        | 8         | Warum auf das Erbe warten?       | Why Wait Till Uncle Kevin Dies? | 30. Okt. 1973        | 6. Juni 1991 (Pro7)                   | Michael O'Herilhy | Jerome Coopersmith                                                              | 1310-1729-0456  |
| 130        | 9         | Ein halbes Leben - umsonst       | Flash of Color, Flash of Death  | 6. Nov. 1973         | 20. Juni 1991 (Pro7)                  | Alf Kjellin       | Norman Lessing (Drehbuch), Norman Lessing und Michael Adams (Handlung)          | 1310-1729-0463  |
| 131        | 10        | Die Töchter des Teufels          | A Bullet for El Diablo          | 13. Nov. 1973        | 14. Nov. 1993 (Kabel1)                | Allen Reisner     | Tim Maschler                                                                    | 1310-1729-0465  |
| 132        | 11        | Norman C. - Fälscher und Experte | The Finishing Touch             | 20. Nov. 1973        | 27. Juni 1991 (Pro7)                  | Charles S. Dubin  | Walter Black                                                                    | 1310-1729-0464  |
| 133        | 12        | Atomare Erpressung               | Anybody Can Build a Bomb        | 27. Nov. 1973        | 4. Juli 1991 (Pro7)                   | Charles S. Dubin  | Walter Black                                                                    | 1310-1729-0468  |
| 134        | 13        | Eine makabre Lotterie            | Try to Die on Time              | 4. Dez. 1973         | 11. Juli 1991 (Pro7)                  | Charles S. Dubin  | E. Arthur Kean (Drehbuch), Jacqueline Lynch und E. Arthur Kean (Handlung)       | 1310-1729-0451  |
| 135        | 14        | Die Kehrseite der Medaille       | The $100,000 Nickel             | 11. Dez. 1973        | 18. Nov. 1993 (Kabel1)                | Allen Reisner     | Dick Nelson                                                                     | 1310-1729-0462  |
| 136        | 15        | Ananas, Musik und Moneten        | The Flip Side is Death          | 18. Dez. 1973        | 18. Juli 1991 (Pro7)                  | Paul Stanley      | Glen Olson und Rod Baker                                                        | 1310-1729-0467  |
| 137        | 16        | Der Surfer und der Mörder        | The Banzai Pipeline             | 1. Jan. 1974         | 25. Nov. 1993 (Kabel1)                | Richard Benedict  | Bill Stratton                                                                   | 1310-1729-0470  |
| 138        | 17        | Für Diamanten immer!             | One Born Every Minute           | 8. Jan. 1974         | 22. Aug. 1991 (Pro7)                  | Charles S. Dubin  | Alvin Sapinsley                                                                 | 1310-1729-0469  |
| 139        | 18        | Aktion "Geheimer Zeuge"          | Secret Witness                  | 15. Jan. 1974        | 25. Juli 1991 (Pro7)                  | Michael O'Herilhy | Ken Pettus (Drehbuch), Sam Roeca und Ken Pettus (Handlung)                      | 1310-1729-0472  |
| 140        | 19        | Haß und Gift                     | Death with Father               | 22. Jan. 1974        | 24. Nov. 1993 (Kabel1)                | Jack Lord         | Anthony Lawrence                                                                | 1310-1729-0461  |
| 141        | 20        | Die Goldstaub-Spur               | Murder with a Golden Touch      | 29. Jan. 1974        | 1. Aug. 1991 (Pro7)                   | Michael O'Herilhy | Jerome Coopersmith (Drehbuch), Robert Schlitt und Jerome Coopersmith (Handlung) | 1310-1729-0471  |
| 142        | 21        | Mörder in Uniform                | Nightmare in Blue               | 5. Feb. 1974         | 27. Nov. 1993 (Kabel1)                | Michael O'Herilhy | Mel Goldberg                                                                    | 1310-1729-0474  |
| 143        | 22        | Der Henker von Hawaii            | Mother's Deadly Helper          | 12. Feb. 1974        | 28. Nov. 1993 (Kabel1)                | Douglas Green     | Walter Black                                                                    | 1310-1729-0473  |
| 144        | 23        | Mörder an Bord                   | Killer at Sea                   | 19. Feb. 1974        | 29. Nov. 1993 (Kabel1)                | Douglas Green     | Jerome Coopersmith (Drehbuch), Jerome Coopersmith und Douglas Green (Handlung)  | 1310-1729-0475  |
| 145        | 24        | Der unheimliche Mr. Bordeaux     | 30,000 Rooms and I Have the Key | 26. Feb. 1974        | 3. Nov. 1993 (Kabel1)                 | Charles S. Dubin  | E. Arthur Kean                                                                  | 1310-1729-0466  |

## Staffel 7
Die deutschsprachige Erstausstrahlung fand bei zwei Folgen am 20. September 1990 und 29. August 1991 auf dem deutschen TV-Sender ProSieben statt. Die restlichen Folgen sendete Kabel 1 in der Zeit vom 1. November 1993 und 28. Dezember 1993.
| Nr. (ges.) | Nr. (St.) | Deutscher Titel              | Originaltitel                        | Erstausstrahlung USA | Deutschsprachige Erstausstrahlung (D) | Regie            | Drehbuch                                                         | Produktionscode |
| ---------- | --------- | ---------------------------- | ------------------------------------ | -------------------- | ------------------------------------- | ---------------- | ---------------------------------------------------------------- | --------------- |
| 146        | 1         | Die Menschen-Angriffstruppe  | The Young Assassins                  | 10. Sep. 1974        | 1. Nov. 1993                          | Bruce Bilson     | Bill Stratton                                                    | 1310-1729-0507  |
| 147        | 2         | Tanz auf dem Vulkan          | A Hawaiian Nightmare                 | 17. Sep. 1974        | 2. Dez. 1993                          | Charles S. Dubin | William Bast (Drehbuch), William Bast und Tom Philbin (Handlung) | 1310-1729-0501  |
| 148        | 3         | Mord nach Muster             | I'll Kill 'Em Again                  | 24. Sep. 1974        | 29. Aug. 1991 (Pro7)                  | Charles S. Dubin | Tim Maschler                                                     | 1310-1729-0503  |
| 149        | 4         | Komplizen wider Willen       | Steal Now--Pay Later                 | 1. Okt. 1974         | 5. Dez. 1993                          | John Peyser      | Jerome Coopersmith                                               | 1310-1729-0510  |
| 150        | 5         | Der Konflikt des Harlan H.   | Bomb, Bomb, Who's Got the Bomb?      | 8. Okt. 1974         | 6. Dez. 1993                          | Allen Reisner    | Martin Roth                                                      | 1310-1729-0505  |
| 151        | 6         | Das Phantombild des Mörders  | Right Grave, Wrong Body              | 15. Okt. 1974        | 20. Sep. 1990 (Pro7)                  | Paul Stanley     | Rod Baker und Glen Olson                                         | 1310-1729-0504  |
| 152        | 7         | Die Söhne des Colonels       | We Hang Our Own                      | 22. Okt. 1974        | 7. Dez. 1993                          | Douglas Green    | Walter Black                                                     | 1310-1729-0502  |
| 153        | 8         | Das Foto der Spieler         | The Two-Faced Corpse                 | 29. Okt. 1974        | 9. Dez. 1993                          | Douglas Green    | Bud Freeman                                                      | 1310-1729-0511  |
| 154        | 9         | Der Fälscher ist der Mörder  | How to Steal a Masterpiece           | 12. Nov. 1974        | 11. Dez. 1993                         | Jack Lord        | Bud Freeman                                                      | 1310-1729-0517  |
| 155        | 10        | Marnie und 900 Leben         | A Gun for McGarrett                  | 26. Nov. 1974        | 12. Dez. 1993                         | Bruce Bilson     | Alvin Sapinsley                                                  | 1310-1729-0515  |
| 156        | 11        | Die perfekte Täuschung       | Welcome to Our Branch Office         | 3. Dez. 1974         | 13. Dez. 1993                         | Charles S. Dubin | Jerome Coopersmith                                               | 1310-1729-0512  |
| 157        | 12        | Wo Fat in Aktion             | Presenting…In the Center Ring…Murder | 10. Dez. 1974        | 14. Dez. 1993                         | Charles S. Dubin | Jerome Coopersmith                                               | 1310-1729-0516  |
| 158        | 13        | Der Harakiri-Fall            | Hara-Kiri: Murder                    | 31. Dez. 1974        | 15. Dez. 1993                         | Paul Stanley     | Norman Lessing                                                   | 1310-1729-0513  |
| 159        | 14        | Auf den Spuren alter Knochen | Bones of Contention                  | 7. Jan. 1975         | 16. Dez. 1993                         | Douglas Green    | Alvin Sapinsley                                                  | 1310-1729-0523  |
| 160        | 15        | Die Macht der Computer       | Computer Killer                      | 14. Jan. 1975        | 18. Dez. 1993                         | Alf Kjellin      | Tim Maschler (Drehbuch), Larry Brody und Tim Maschler (Handlung) | 1310-1729-0514  |
| 161        | 16        | Drei Komplizinnen            | A Woman's Work is with a Gun         | 21. Jan. 1975        | 19. Dez. 1993                         | Douglas Green    | Glen Olson und Rod Baker                                         | 1310-1729-0519  |
| 162        | 17        | Moki, der verlorene Sohn     | Small Witness, Large Crime           | 28. Jan. 1975        | 20. Dez. 1993                         | Bruce Bilson     | Orville H. Hampton                                               | 1310-1729-0524  |
| 163        | 18        | Der Kaschmir-Ring            | Ring of Life                         | 4. Feb. 1975         | 21. Dez. 1993                         | John Peyser      | Tim Maschler                                                     | 1310-1729-0522  |
| 164        | 19        | Zwischen Liebe und Tod       | Study in Rage                        | 11. Feb. 1975        | 22. Dez. 1993                         | Allen Reisner    | Martin Roth                                                      | 1310-1729-0518  |
| 165        | 20        | Kein Stoff auf Hawaii        | And the Horse Jumped Over the Moon   | 18. Feb. 1975        | 23. Dez. 1993                         | Douglas Green    | Larry Brody                                                      | 1310-1729-0509  |
| 166        | 21        | Auf der Abschußliste         | Hit Gun for Sale                     | 25. Feb. 1975        | 25. Dez. 1993                         | John Peyser      | Martin Roth                                                      | 1310-1729-0525  |
| 167        | 22        | Die Verzweiflungstat         | The Hostage                          | 11. März 1975        | 26. Dez. 1993                         | Allen Reisner    | Bud Freeman                                                      | 1310-1729-0526  |
| 168        | 23        | Gelegenheit macht Mörder     | Diary of a Gun                       | 18. März 1975        | 27. Dez. 1993                         | Douglas Green    | Jerome Coopersmith                                               | 1310-1729-0521  |
| 169        | 24        | Der Ticket-Trick             | 6,000 Deadly Tickets                 | 25. März 1975        | 28. Dez. 1993                         | John Peyser      | Leonard und Arlene Stadd                                         | 1310-1729-0508  |

## Staffel 8
Die deutschsprachige Erstausstrahlung sendete der deutsche Free-TV-Sender Kabel 1 in der Zeit vom 29. Dezember 1993 und 25. November 1994.
| Nr. (ges.) | Nr. (St.) | Deutscher Titel             | Originaltitel                      | Erstausstrahlung USA | Deutschsprachige Erstausstrahlung (D) | Regie             | Drehbuch                                                                            | Produktionscode |
| ---------- | --------- | --------------------------- | ---------------------------------- | -------------------- | ------------------------------------- | ----------------- | ----------------------------------------------------------------------------------- | --------------- |
| 170        | 1         | Das Auge aus dem Weltraum   | Murder – Eyes Only                 | 12. Sep. 1975        | 25. Nov. 1994                         | Michael O’Herlihy | Orville H. Hampton und Jerome Coopersmith (Drehbuch), Orville H. Hampton (Handlung) | 1310-1729-0558  |
| 171        | 2         | Haie fressen Haie           | McGarrett is Missing               | 19. Sep. 1975        | 29. Dez. 1993                         | Bruce Bilson      | Jerome Coopersmith                                                                  | 1310-1729-0552  |
| 172        | 3         | Kampf der Köpfe             | Termination with Extreme Prejudice | 26. Sep. 1975        | 30. Dez. 1993                         | Michael O’Herlihy | Norman Lessing                                                                      | 1310-1729-0554  |
| 173        | 4         | Die Geldwäscher-Lady        | Target? The Lady                   | 3. Okt. 1975         | 1. Jan. 1994                          | Charles S. Dubin  | Tim Maschler                                                                        | 1310-1729-0560  |
| 174        | 5         | Leuchtraketen über Honolulu | Death's Name is SAM                | 10. Okt. 1975        | 2. Jan. 1994                          | Michael O’Herlihy | Jerome Coopersmith                                                                  | 1310-1729-0551  |
| 175        | 6         | Vashon gegen McGarrett      | The Case Against McGarrett         | 17. Okt. 1975        | 3. Jan. 1994                          | Charles S. Dubin  | Alvin Sapinsley                                                                     | 1310-1729-0556  |
| 176        | 7         | Der Überläufer              | The Defector                       | 24. Okt. 1975        | 4. Jan. 1994                          | Jerry Jameson     | Stephen Kandel                                                                      | 1310-1729-0566  |
| 177        | 8         | Es ist vorbei, Koko!        | Sing a Song of Suspense            | 31. Okt. 1975        | 5. Jan. 1994                          | Bruce Bilson      | Bill Stratton                                                                       | 1310-1729-0553  |
| 178        | 9         | Die unbeirrbare Lady        | Retire in Sunny Hawaii…Forever     | 7. Nov. 1975         | 6. Jan. 1994                          | Bruce Bilson      | Jerome Coopersmith                                                                  | 1310-1729-0555  |
| 179        | 10        | Heroin über Bord            | How to Steal a Submarine           | 14. Nov. 1975        | 7. Jan. 1994                          | Michael O’Herlihy | Walter Black                                                                        | 1310-1729-0564  |
| 180        | 11        | Ein prächtiges Trio         | The Waterfront Steal               | 21. Nov. 1975        | 8. Jan. 1994                          | Alan Reisner      | Albert Aley                                                                         | 1310-1729-0557  |
| 181        | 12        | Der Henderson-Clan          | Honor is an Unmarked Grave         | 28. Nov. 1975        | 9. Jan. 1994                          | Jack Lord         | Bud Freeman                                                                         | 1310-1729-0562  |
| 182        | 13        | Zwei Versionen der Tat      | A Touch of Guilt                   | 4. Dez. 1975         | 10. Jan. 1994                         | Joe Manduke       | Anne Collins                                                                        | 1310-1729-0570  |
| 183        | 14        | Die hölzerne Ratte          | Wooden Model of a Rat              | 11. Dez. 1975        | 11. Jan. 1994                         | Phillip Leacock   | Alvin Sapinsley                                                                     | 1310-1729-0567  |
| 184        | 15        | Die unerträgliche Wahrheit  | Deadly Persuasion                  | 18. Dez. 1975        | 12. Jan. 1994                         | Allan Reisner     | Tim Maschler                                                                        | 1310-1729-0572  |
| 185        | 16        | Der Tahashi-Schatz          | Legacy of Terror                   | 1. Jan. 1976         | 13. Jan. 1994                         | Bruce Bilson      | Larry Forrester                                                                     | 1310-1729-0565  |
| 186        | 17        | Der zwielichtige Kronzeuge  | Loose Ends Get Hit                 | 8. Jan. 1976         | 14. Jan. 1994                         | Charles S. Dubin  | Jerome Coopersmith                                                                  | 1310-1729-0568  |
| 187        | 18        | Auf dem Weg zur Hölle       | Anatomy of a Bribe                 | 15. Jan. 1976        | 15. Jan. 1994                         | Joeseph Manduke   | Jerome Coopersmith                                                                  | 1310-1729-0575  |
| 188        | 19        | In der Schußlinie           | Turkey Shoot at Makapuu            | 29. Jan. 1976        | 16. Jan. 1994                         | Ernest Pintoff    | Bill Stratton                                                                       | 1310-1729-0574  |
| 189        | 20        | Die Plantagen-Morde         | A Killer Grows Wings               | 5. Feb. 1976         | 18. Jan. 1994                         | Philip Leacock    | Orville Hampton                                                                     | 1310-1729-0561  |
| 190        | 21        | Die Geisel in der Kapsel    | The Capsule Kidnapping             | 12. Feb. 1976        | 19. Jan. 1994                         | Bernard McEveety  | Jack Epps Jr. und Anderson G. House                                                 | 1310-1729-0571  |
| 191        | 22        | Der letzte Schachzug        | Love Thy Neighbor – Take His Wife  | 26. Feb. 1976        | 20. Jan. 1994                         | Charles S. Dubin  | James Henderson                                                                     | 1310-1729-0563  |
| 192        | 23        | Die Kiko-Gold-Gang          | A Sentence to Steal                | 4. März 1976         | 17. Jan. 1994                         | David Friedkin    | Glen Olson und Rod Baker                                                            | 1310-1729-0569  |

## Staffel 9
Die deutschsprachige Erstausstrahlung der 9. Staffel übernahm der deutsche Free-TV-Sender Kabel 1 vom 21. Januar 1994 bis zum 2. Dezember 1994. Eine Folge wurde bereits am 23. November 1989 auf ProSieben ausgestrahlt.
| Nr. (ges.) | Nr. (St.) | Deutscher Titel              | Originaltitel                      | Erstausstrahlung USA | Deutschsprachige Erstausstrahlung (D) | Regie             | Drehbuch                                            | Produktionscode |
| ---------- | --------- | ---------------------------- | ---------------------------------- | -------------------- | ------------------------------------- | ----------------- | --------------------------------------------------- | --------------- |
| 193        | 1         | Operation "Neun Drachen"     | Nine Dragons                       | 30. Sep. 1976        | 2. Dez. 1994                          | Michael O’Herlihy | Jerome Coopersmith                                  | 1310-1729-0601  |
| 194        | 2         | Die Wilcox-Rebellion         | Assault on the Palace              | 7. Okt. 1976         | 21. Jan. 1994                         | Ernest Pintoff    | Jerome Coopersmith                                  | 1310-1729-0606  |
| 195        | 3         | Ein gefährliches Gewerbe     | Oldest Profession -- Latest Price  | 14. Okt. 1976        | 22. Jan. 1994                         | Philip Leacock    | Anne Collins                                        | 1310-1729-0607  |
| 196        | 4         | Die Plutoniumopfer           | Man on Fire                        | 21. Okt. 1976        | 23. Jan. 1994                         | Gordon Hessler    | Stephen Kandel                                      | 1310-1729-0604  |
| 197        | 5         | Tourist und Profikiller      | Tour de Force, Killer Aboard       | 28. Okt. 1976        | 24. Jan. 1994                         | Jerry London      | Charles Larson                                      | 1310-1729-0608  |
| 198        | 6         | Autogramm und Blankoscheck   | The Last of the Great Paperhangers | 4. Nov. 1976         | 25. Jan. 1994                         | Philip Leacock    | Orville H. Hampton                                  | 1310-1729-0610  |
| 199        | 7         | Hongkong - Heroinpiraten     | Heads, You're Dead                 | 11. Nov. 1976        | 26. Jan. 1994                         | Bruce Bilson      | Herman Groves                                       | 1310-1729-0609  |
| 200        | 8         | Bis Mord uns scheidet        | Let Death Do Us Part               | 18. Nov. 1976        | 27. Jan. 1994                         | Barry Crane       | Bud Freeman                                         | 1310-1729-0614  |
| 201        | 9         | Doppelspiel mit Risiko       | Double Exposure                    | 2. Dez. 1976         | 28. Jan. 1994                         | Sutton Roley      | Dean Tait & David Deutsch                           | 1310-1729-0617  |
| 202        | 10        | Der Eid der "Wo Ching"       | Yes, My Deadly Daughter            | 16. Dez. 1976        | 29. Jan. 1994                         | Bruce Bilson      | Tim Maschler (Drehbuch), James Menzies (Handlung)   | 1310-1729-0613  |
| 203        | 11        | Scharfschütze im Hinterhalt  | Target - a Cop                     | 23. Dez. 1976        | 30. Jan. 1994                         | Robert Scheerer   | Bill Stratton                                       | 1310-1729-0612  |
| 204        | 12        | Dann kam das Heroin          | The Bells Toll at Noon             | 6. Jan. 1977         | 31. Jan. 1994                         | Jack Lord         | Charles Larson (Drehbuch), Irv Pearlberg (Handlung) | 1310-1729-0611  |
| 205        | 13        | Steve unter Mordverdacht     | Man in a Steel Frame               | 13. Jan. 1977        | 1. Feb. 1994                          | Allen Reisner     | Robert Stambler                                     | 1310-1729-0619  |
| 206        | 14        | Pistolen für Tokio           | Ready… Aim…                        | 20. Jan. 1977        | 2. Feb. 1994                          | Jerry London      | Tim Maschler                                        | 1310-1729-0623  |
| 207        | 15        | Flucht in den Bergen         | Elegy in a Rain Forest             | 27. Jan. 1977        | 3. Feb. 1994                          | Sutton Roley      | Herman Groves                                       | 1310-1729-0620  |
| 208        | 16        | Die Würfel fallen            | Dealer's Choice….. Blackmail       | 3. Feb. 1977         | 4. Feb. 1994                          | Ernest Pintoff    | Tim Maschler                                        | 1310-1729-0605  |
| 209        | 17        | Zur Verzweiflung getrieben   | A Capitol Crime                    | 17. Feb. 1977        | 5. Feb. 1994                          | Sutton Roley      | Bill Stratton (Drehbuch), James Menzies (Handlung)  | 1310-1729-0624  |
| 210        | 18        | Tod im Paradies              | To Die in Paradise                 | 24. Feb. 1977        | 6. Feb. 1994                          | Joe Manduke       | Bill Stratton                                       | 1310-1729-0603  |
| 211        | 19        | Die Jovanko-Brüder           | Blood Money is Hard to Wash        | 3. März 1977         | 7. Feb. 1994                          | Allen Reisner     | Bill Stratton (Drehbuch), Curtis Kenyon (Handlung)  | 1310-1729-0622  |
| 212        | 20        | Das geheimnisvolle Strandgut | To Kill a Mind                     | 17. März 1977        | 8. Feb. 1994                          | Gordon Hessler    | Stephen Kandel                                      | 1310-1729-0616  |
| 213        | 21        | Die Rodeo-Morde              | Requiem for a Saddle Bronc Rider   | 24. März 1977        | 9. Feb. 1994                          | Harry Harris      | Herman Groves                                       | 1310-1729-0615  |
| 214        | 22        | Tatort Sunset-Motel          | See How She Runs                   | 31. März 1977        | 10. Feb. 1994                         | Harvey Laidman    | Anne Collins                                        | 1310-1729-0621  |
| 215        | 23        | Was für ein Mords-Spaß!      | Practical Jokes Can Kill You       | 5. Mai 1977          | 23. Nov. 1989 (Pro7)                  | Ernest Pintoff    | Bill Stratton                                       | 1310-1729-0618  |

## Staffel 10
Die deutschsprachige Erstausstrahlung von sechs Folgen fand vom 7. bis zum 20. Juli 1993 auf dem deutschen Free-TV-Sender ProSieben statt. Die restlichen Folgen zeigte Kabel 1 vom 12. Februar bis zum 6. Juli 1994.
| Nr. (ges.) | Nr. (St.) | Deutscher Titel            | Originaltitel                         | Erstausstrahlung USA | Deutschsprachige Erstausstrahlung (D) | Regie                      | Drehbuch                                                                 | Produktionscode |
| ---------- | --------- | -------------------------- | ------------------------------------- | -------------------- | ------------------------------------- | -------------------------- | ------------------------------------------------------------------------ | --------------- |
| 216        | 1         | Insel der Rebellen         | Up the Rebels                         | 15. Sep. 1977        | 12. Feb. 1994                         | Don Weis                   | Robert Janes                                                             | 1310-1729-0701  |
| 217        | 2         | Geheimsache "Alderbaron"   | You Don't See Many Pirates These Days | 22. Sep. 1977        | 13. Feb. 1994                         | Ronald Satlof              | Bill Stratton (Drehbuch), James Lydon (Handlung)                         | 1310-1729-0708  |
| 218        | 3         | Kein Fall für Reporter     | The Cop on the Cover                  | 29. Sep. 1977        | 14. Feb. 1994                         | Paul Stanley               | Anne Collins und Gerry Day (Drehbuch), Anne Collins (Handlung)           | 1310-1729-0704  |
| 219        | 4         | Kalima und Lavastaub       | The Friends of Joey Kalima            | 13. Okt. 1977        | 15. Feb. 1994                         | Douglas Green und Don Weis | Robert Janes                                                             | 1310-1729-0706  |
| 220        | 5         | Das Grab des Königs        | The Descent of the Torches            | 20. Okt. 1977        | 16. Feb. 1994                         | Douglas Green              | Alvin Sapinsley                                                          | 1310-1729-0712  |
| 221        | 6         | Der neunte Schritt         | The Ninth Step                        | 27. Okt. 1977        | 17. Feb. 1994                         | Dennis Donnelly            | Robert Pirosh                                                            | 1310-1729-0710  |
| 222        | 7         | Das "Moon-Stone"-Projekt   | Shake Hands with the Man on the Moon  | 10. Nov. 1977        | 18. Feb. 1994                         | Ronald Satlof              | Robert Janes (Drehbuch), Robert Janes und Diana Kopald Marcus (Handlung) | 1310-1729-0714  |
| 223        | 8         | Diamanten aus Amsterdam    | Deadly Doubles                        | 17. Nov. 1977        | 19. Feb. 1994                         | Marc Daniels               | Robert Janes                                                             | 1310-1729-0705  |
| 224        | 9         | Der Spion aus der Tiefe    | Deep Cover                            | 8. Dez. 1977         | 20. Feb. 1994                         | Steven H. Stern            | Robert Janes                                                             | 1310-1729-0717  |
| 225        | 10        | Tsunami, die Flutwelle     | Tsunami                               | 22. Dez. 1977        | 22. Feb. 1994                         | Harvey S. Laidman          | Don Balluck                                                              | 1310-1729-0707  |
| 226        | 11        | Wer ist Zadak?             | East Wind, Ill Wind                   | 29. Dez. 1977        | 23. Feb. 1994                         | Reza Badiyi                | Edwin Blum                                                               | 1310-1729-0703  |
| 227        | 12        | Die Stätte der Zuflucht    | Tread the King's Shadow               | 5. Jan. 1978         | 21. Feb. 1994                         | Reza Badiyi                | Harold Swanton                                                           | 1310-1729-0713  |
| 228        | 13        | Zeit der Wahrheit          | The Big Aloha                         | 12. Jan. 1978        | 24. Feb. 1994                         | Marc Daniels               | Gerry Day                                                                | 1310-1729-0716  |
| 229        | 14        | Frankie packt aus          | A Short Walk on the Longshore         | 2. Feb. 1978         | 27. Feb. 1994                         | Don Weis                   | Richard DeLong Adams                                                     | 1310-1729-0720  |
| 230        | 15        | Die seidene Falle          | The Silk Trap                         | 9. Feb. 1978         | 28. Feb. 1994                         | Dennis Donnelly            | Robert Janes                                                             | 1310-1729-0726  |
| 231        | 16        | Ein und derselbe Mann      | Head to Head                          | 16. Feb. 1978        | 6. Juli 1994                          | Jack Whitman               | Leonard B. Kaufman                                                       | 1310-1729-0725  |
| 232        | 17        | Tragödie im Surferparadies | Tall on the Wave                      | 2. März 1978         | 7. Juli 1993 (Pro7)                   | Ronald Satlof              | Bill Stratton                                                            | 1310-1729-0711  |
| 233        | 18        | Wie ein Engel in Blau      | Angel in Blue                         | 9. März 1978         | 26. Feb. 1994                         | Allen Reisner              | Irv Pearlberg                                                            | 1310-1729-0702  |
| 234        | 19        | Haß und Vergeltung         | When Does a War End?                  | 16. März 1978        | 25. Feb. 1994                         | Ernest Pintoff             | Arthur Bernard Lewis                                                     | 1310-1729-0719  |
| 235        | 20        | Aufforderung zum Mord      | Invitation to Murder                  | 23. März 1978        | 8. Juli 1993 (Pro7)                   | Harry Harris               | Seeleg Lester                                                            | 1310-1729-0718  |
| 236        | 21        | Die eingefrorenen Gelder   | Frozen Assets                         | 30. März 1978        | 13. Juli 1993 (Pro7)                  | Reza Badiyi                | Seeleg Lester und Sam Neuman                                             | 1310-1729-0724  |
| 237        | 22        | Der Zorn der Prinzessin    | My Friend, the Enemy                  | 13. Apr. 1978        | 14. Juli 1993 (Pro7)                  | Noel Black                 | Gerry Day                                                                | 1310-1729-0721  |
| 238        | 23        | Ein Fremder im Grab        | A Stranger in His Grave               | 27. Apr. 1978        | 15. Juli 1993 (Pro7)                  | Richard Benedict           | Arthur Bernard Lewis                                                     | 1310-1729-0722  |
| 239        | 24        | Tod in der Familie         | A Death in the Family                 | 4. Mai 1978          | 20. Juli 1993 (Pro7)                  | Don Weis                   | Robert Janes                                                             | 1310-1729-0723  |

## Staffel 11
Die deutschsprachige Erstausstrahlung der elften Staffel fand vom 21. Juli bis zum 26. August 1993 auf dem deutschen Free-TV-Sende ProSieben statt. Zwei Doppelfolgen, also vier Folgen, sendete jedoch Kabel 1 am 9. und 16. Dezember 1994 erst.
| Nr. (ges.) | Nr. (St.) | Deutscher Titel               | Originaltitel                     | Erstausstrahlung USA | Deutschsprachige Erstausstrahlung (D) | Regie              | Drehbuch                                                               | Produktionscode |
| ---------- | --------- | ----------------------------- | --------------------------------- | -------------------- | ------------------------------------- | ------------------ | ---------------------------------------------------------------------- | --------------- |
| 240        | 1         | Zu lügen und zu töten         | The Sleeper                       | 28. Sep. 1978        | 21. Juli 1993                         | Barry Crane        | John Melson                                                            | 1310-1729-0805  |
| 241        | 2         | Die Astrologie-Morde          | Horoscope for Murder              | 5. Okt. 1978         | 22. Juli 1993                         | Ralph Levy         | Arthur Bernard Lewis                                                   | 1310-1729-0806  |
| 242        | 3         | Der manipulierte Kurier       | Deadly Courier                    | 12. Okt. 1978        | 27. Juli 1993                         | Reza Badiyi        | Seeleg Lester und Sam Neuman                                           | 1310-1729-0809  |
| 243        | 4         | Mord im Hause Christie        | The Case Against Philip Christie  | 19. Okt. 1978        | 29. Juli 1993                         | Dick Moder         | Seeleg Lester                                                          | 1310-1729-0802  |
| 244        | 5         | Die einzige Zeugin            | Small Potatoes                    | 26. Okt. 1978        | 28. Juli 1993                         | Reza Badiyi        | Richard DeLong Adams                                                   | 1310-1729-0812  |
| 245        | 6         | −                             | A Distant Thunder                 | 9. Nov. 1978         | –                                     | Dennis Donnelly    | Al Martinez                                                            | 1310-1729-0801  |
| 246        | 7         | Die goldene Totenmaske        | Death Mask                        | 16. Nov. 1978        | 3. Aug. 1993                          | Ralph Levy         | Robert I. Holt                                                         | 1310-1729-0808  |
| 247        | 8         | "Cosa Nostra" auf Chinesisch  | The Pagoda Factor                 | 23. Nov. 1978        | 10. Aug. 1993                         | Dennis Donnelly    | Al Martinez (Drehbuch), Irv Pearlberg und Al Martinez (Handlung)       | 1310-1729-0807  |
| 248        | 9         | Melissas Rache                | A Long Time Ago                   | 30. Nov. 1978        | 5. Aug. 1993                          | Robert L. Morrison | Arthur Bernard Lewis                                                   | 1310-1729-0810  |
| 249        | 10        | Warum stirbt Linda nicht?     | Why Won't Linda Die?              | 14. Dez. 1978        | 11. Aug. 1993                         | Jack Lord          | Ken Pettus                                                             | 1310-1729-0816  |
| 250        | 11        | Das Labyrinth der Lüge        | The Miracle Man                   | 21. Dez. 1978        | 4. Aug. 1993                          | Lawrence Dobkin    | Robert Janes                                                           | 1310-1729-0817  |
| 251        | 12        | Ein todsicherer Hit, Teil 1   | Number One with a Bullet, Part I  | 28. Dez. 1978        | 9. Dez. 1994 (Kabel1)                 | Don Weis           | Robert Janes                                                           | 1310-1729-0813  |
| 252        | 13        | Ein todsicherer Hit, Teil 2   | Number One with a Bullet, Part II | 4. Jan. 1979         | 9. Dez. 1994 (Kabel1)                 | Don Weis           | Robert Janes                                                           | 1310-1729-0814  |
| 253        | 14        | Sesam, öffne dich             | The Meighan Conspiracy            | 18. Jan. 1979        | 12. Aug. 1993                         | Robert L. Morrison | Seeleg Lester                                                          | 1310-1729-0819  |
| 254        | 15        | Die Wahrheit über Jeremy      | The Spirit is Willie              | 25. Jan. 1979        | 17. Aug. 1993                         | Reza Badiyi        | Seeleg Lester (Drehbuch), Seeleg Lester und Sam Neuman (Handlung)      | 1310-1729-0821  |
| 255        | 16        | Die burmesischen Rubine       | The Bark and the Bite             | 8. Feb. 1979         | 18. Aug. 1993                         | Don Weis           | Richard deRoy (Drehbuch), Shelly Mitchell und Richard deRoy (Handlung) | 1310-1729-0815  |
| 256        | 17        | Vorsicht, Stringer, Vorsicht! | Stringer                          | 22. Feb. 1979        | 19. Aug. 1993                         | Ray Austin         | Robert Janes (Drehbuch), Paul Williams und Robert Janes (Handlung)     | 1310-1729-0822  |
| 257        | 18        | Ins Verderben geschickt       | The Execution File                | 1. März 1979         | 24. Aug. 1993                         | Don Weis           | Don Balluck                                                            | 1310-1729-0824  |
| 258        | 19        | Ein sehr persönlicher Fall    | A Very Personal Matter            | 15. März 1979        | 25. Aug. 1993                         | Harry F. Hogan III | Robert Janes                                                           | 1310-1729-0811  |
| 259        | 20        | Mord per Annonce              | The Skyline Killer                | 22. März 1979        | 26. Aug. 1993                         | Beau Van den Ecker | Robert Janes                                                           | 1310-1729-0823  |
| 260        | 21        | Im Jahr des Pferdes           | The Year of the Horse             | 5. Apr. 1979         | 16. Dez. 1994 (Kabel1)                | Don Weis           | Richard DeLong Adams                                                   | 1310-1729-0803  |

## Staffel 12
Die deutschsprachige Erstausstrahlung der zwölften Staffel fand vom 3. März bis zum 23. Dezember 1994 auf dem deutschen Free-TV-Sender Kabel 1 statt.
| Nr. (ges.) | Nr. (St.) | Deutscher Titel             | Originaltitel             | Erstausstrahlung USA | Deutschsprachige Erstausstrahlung (D) | Regie              | Drehbuch                                                            | Produktionscode |
| ---------- | --------- | --------------------------- | ------------------------- | -------------------- | ------------------------------------- | ------------------ | ------------------------------------------------------------------- | --------------- |
| 261        | 1         | Mörder und Gendarm          | A Lion in the Streets     | 4. Okt. 1979         | 23. Dez. 1994                         | Reza Badiyi        | Robert Janes                                                        | 1310-1729-0905  |
| 262        | 2         | Rache einer Polizistin      | Who Says Cops Don't Cry?  | 11. Okt. 1979        | 25. März 1994                         | Jack Lord          | Robert Janes                                                        | 1310-1729-0901  |
| 263        | 3         | Die Bande der Rächer        | Though the Heavens Fall   | 18. Okt. 1979        | 26. März 1994                         | Harry F. Hogan III | Frank Telford                                                       | 1310-1729-0913  |
| 264        | 4         | Horoskop eines Boxers       | Sign of the Ram           | 25. Okt. 1979        | 27. März 1994                         | Ralph Levy         | Sam Roeca                                                           | 1310-1729-0909  |
| 265        | 5         | Lüge, Verrat und Korruption | Good Help is Hard to Find | 1. Nov. 1979         | 28. März 1994                         | Beau van den Ecker | Frank Telford                                                       | 1310-1729-0910  |
| 266        | 6         | Der Wahnsinnsplan           | Image of Fear             | 8. Nov. 1979         | 29. März 1994                         | Herbert Hirschman  | James Schmerer                                                      | 1310-1729-0908  |
| 267        | 7         | Mit der Pistole zur Hölle   | Use a Gun, Go to Hell     | 29. Nov. 1979        | 31. März 1994                         | Ed Abroms          | Sam Roeca                                                           | 1310-1729-0914  |
| 268        | 8         | Um das Leben der Sally D.   | Voice of Terror           | 4. Dez. 1979         | 1. Apr. 1994                          | Beau van den Ecker | Frank Telford                                                       | 1310-1729-0916  |
| 269        | 9         | Juwelen aus der Tiefe       | A Shallow Grave           | 11. Dez. 1979        | 3. Apr. 1994                          | Dennis Donnelly    | Robert und Esther Mitchell                                          | 1310-1729-0915  |
| 270        | 10        | Der Fluch der Kahuna        | The Kahuna                | 18. Dez. 1979        | 3. März 1994                          | Robert L. Morrison | James Menzies                                                       | 1310-1729-0912  |
| 271        | 11        | Am Ende des Labyrinths      | Labyrinth                 | 25. Dez. 1979        | 2. Apr. 1994                          | Barry Crane        | Michael Janover (Drehbuch), Paul Playdon (Handlung)                 | 1310-1729-0904  |
| 272        | 12        | Die Attentäter-Schule       | School for Assassins      | 1. Jan. 1980         | 4. Apr. 1994                          | Don Weis           | Frank Telford (Drehbuch), Corey Wilber und Frank Telford (Handlung) | 1310-1729-0919  |
| 273        | 13        | Monty, der Falschmünzer     | For Old Times Sake        | 8. Jan. 1980         | 6. Apr. 1994                          | Dennis Donnelly    | Ben Masselink (Drehbuch), Susan Wakeford (Handlung)                 | 1310-1729-0917  |
| 274        | 14        | Die goldene Schlinge        | The Golden Noose          | 15. Jan. 1980        | 7. Apr. 1994                          | Beau van den Ecker | George F. Slavin                                                    | 1310-1729-0922  |
| 275        | 15        | Der raffinierte Juwelencoup | The Flight of the Jewels  | 1. März 1980         | 9. Apr. 1994                          | Don Weis           | James Menzies                                                       | 1310-1729-0921  |
| 276        | 16        | Die Gehilfen des Teufels    | Clash of Shadows          | 8. März 1980         | 10. Apr. 1994                         | Ralph Levy         | George F. Slavin                                                    | 1310-1729-0918  |
| 277        | 17        | Es fing harmlos an          | A Bird in Hand…           | 22. März 1980        | 8. Apr. 1994                          | Beau van den Ecker | Sam Roeca                                                           | 1310-1729-0920  |
| 278        | 18        | Was geschah in Moroville?   | The Moroville Covenant    | 29. März 1980        | 5. Apr. 1994                          | Robert L. Morrison | Seeleg Lester                                                       | 1310-1729-0903  |
| 279        | 19        | Aloha, Wo Fat               | Woe to Wo Fat             | 4. Apr. 1980         | 11. Apr. 1994                         | Barry Crane        | Frank Telford                                                       | 1310-1729-0923  |